# Янкув-Третій (Великопольське воєводство)
Янкув-Третій (пол. Janków Trzeci) — село в Польщі, у гміні Блізанув Каліського повіту Великопольського воєводства.
У 1975-1998 роках село належало до Каліського воєводства.